# Onellaba
Onellaba là một chi bướm đêm thuộc họ Geometridae.